# Bruno Rossetti
Bruno Mario Rossetti (Troyes, 9 ottobre 1960 – Ponte Buggianese, 9 febbraio 2018) è stato un tiratore a volo francese-italiano, tre volte campione europeo per la Francia e due volte campione mondiale e bronzo olimpico per l'Italia.
Era padre di Gabriele, anch'egli tiratore e vincitore di una medaglia d'oro ai Giochi olimpici di Rio de Janeiro 2016. Durante i suddetti Giochi Bruno Rossetti ha ricoperto il ruolo di allenatore della nazionale francese di tiro.

## Palmarès
Giochi olimpici
- Barcellona 1992
  - Skeet:  Bronzo

Mondiali
- Vanta due medaglie d'oro (1991 e 1994), due d'argento (1983 e 1989) ed una di bronzo (1981)

Europei
- Vanta cinque medaglie d'oro (1977, 1979, 1982, 1989, 1990) ed una d'argento (1980)